# تفسير عثماني
تفسير عثماني أو ترجمان شيخ الهند ( الأردية: تفسیر عثمانی, ترجمۂ شیخ الہند) هي ترجمة وتفسير للقرآن الكريم باللغة الأردية. وقد سمي بهذا الاسم نسبة إلى مؤلفه الرئيس محمود حسن ديوبندي، الذي بدأ ترجمته في عام 1909. وانضم إليه لاحقًا شبير أحمد عثماني لإكمال التفسير. وقد نالت الترجمة تقديرًا واعترافًا من المسلمين الناطقين باللغة الأردية نظرًا لنهجها العلمي وتفسيرها العميق للنص القرآني. نُشرت نسخة واحدة من الترجمة الأردية من حكومة المملكة العربية السعودية في عام 1989 من خلال مجمع الملك فهد لطباعة المصحف الشريف، بينما نُشرت ترجمة بنغالية من حكومة بنغلاديش [الإنجليزية] في عام 1996 من خلال مؤسسة بنغلاديش الإسلامية.

## الترجمة

### البنغالية

غلاف نسخة مكتبة ثانوي

لقد تُرجم تفسير العثماني إلى اللغة البنغالية في عدة إصدارات. ومن أقدم الترجمات تلك التي قامت بها أكاديمية القرآن الكريم بلندن في عام 1996 ونشرت في 7 مجلدات. كما نشرت مؤسسة بنغلاديش الإسلامية ترجمة مكونة من أربعة مجلدات في عامي 1996 و1997. أقيم مؤخرًا حفل نشر في دكا في 17 أغسطس 2022، نظمته مكتبة ثانوي، لترجمة قام بها غياث الدين أحمد.

### إنجليزي
تُرجم تفسير العثماني إلى اللغة الإنجليزية في إصدارات مختلفة. نُشرَت نسخة بارزة من الكتاب بواسطة دار نشر إيدارا إمبكس في الهند، وقام بترجمته محمد أشفق أحمد.

### العربية
يقوم عارف جميل المباركفوري بترجمة تفسير العثماني بالتقسيط من خلال عمود في مجلة الداعي، المُسمى عمود الفكر الإسلامي.

## روابط خارجية
- تفسير العثماني في أرشيف الإنترنت (الأردية)
- تفسير العثماني في أرشيف الإنترنت (إنجليزي)
- تفسير العثماني في أرشيف الإنترنت (البنغالية)
- Tafseer-e-Usmani (الأردية)
- Tafseer-e-Usmani (البنغالية)